# Casa al carrer d'Adra, 35 (el Masnou)
La casa del carrer d'Adra, número 35, és un edifici a la vila del Masnou (Maresme) inclòs en l'Inventari del Patrimoni Arquitectònic de Catalunya. Casa entre mitgeres de planta rectangular que consta de planta baixa i pis amb la coberta de teules àrabs a dues aigües amb el carener paral·lel a la façana.

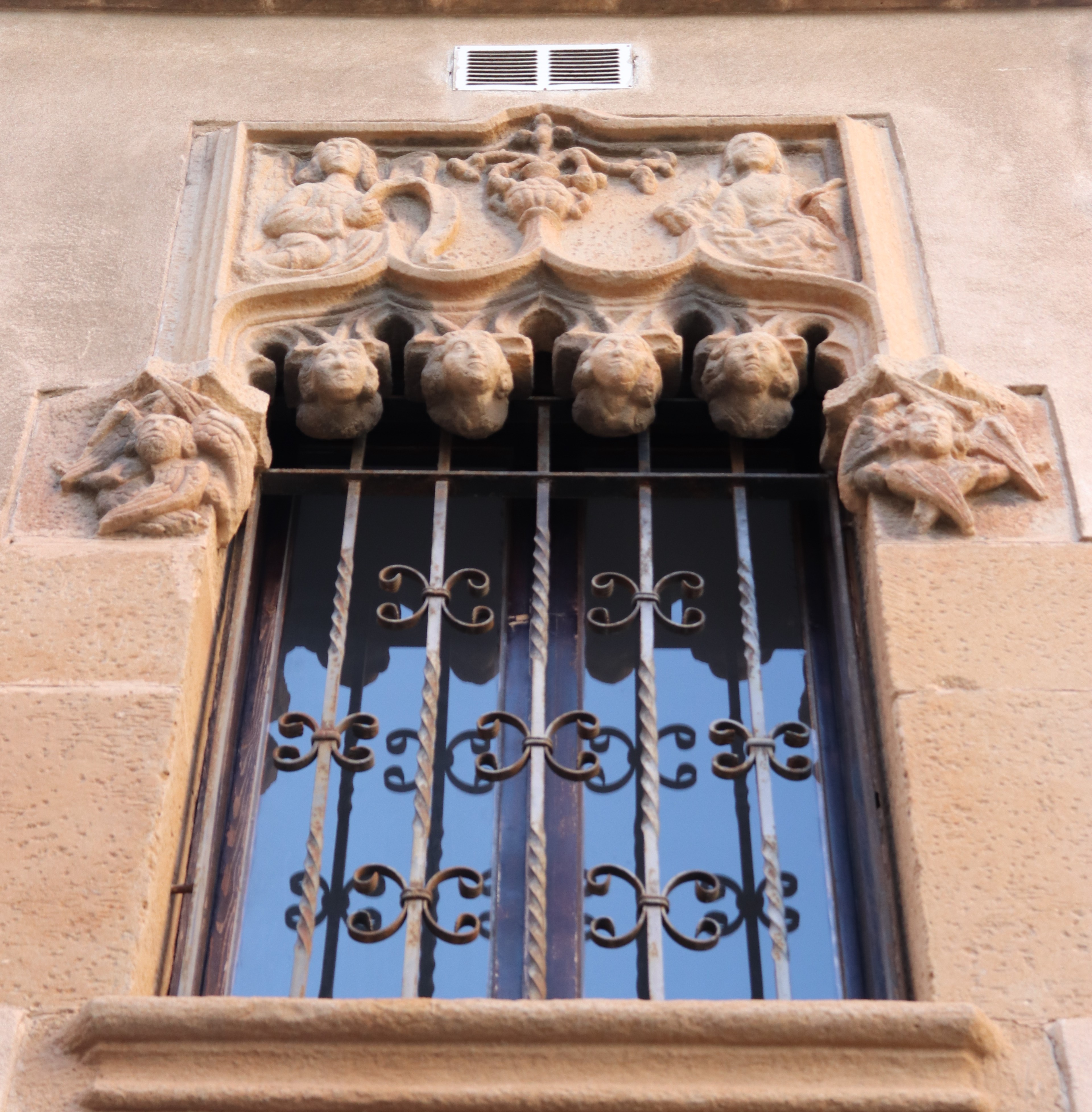
Finestra gòtica de la casa al carrer d'Adra, 35, el Masnou.

La façana presenta un fort contrast entre la planta baixa i la primera planta. A la primera planta destaquen dues finestres gòtiques d'estils diferents. El finestral de l'esquerra té brancals i llinda de pedra en forma d'arc conopial lobulat. El finestral de la dreta, també de pedra, presenta una llinda més treballada, envoltada per una motllura i completament esculpida amb elements figuratius, com imatges d'àngels que també es poden trobar a les escultures de l'alçada de les impostes. Els lobulats de la part inferior de la llinda representen caps humans. Damunt la finestra de la planta baixa hi ha un petit relleu en pedra d'un vaixell de vela. El tram de la planta baixa és fruit d'una reforma moderna amb parament tipus escocès.
Es desconeix la procedència de les finestres gòtiques de la casa, ja que van ser col·locades a la façana d'aquest edifici quan va ser reformat aproximadament vers els anys seixanta. El que sí que és segur és que cadascuna procedeix d'un lloc diferent i que les van extreure d'antigues masies.